# أوتيس يانج
أوتيس يانج (بالإنجليزية: Otis Young) هو ممثل أمريكي، ولد في 4 يوليو 1932 ببروفيدنس في الولايات المتحدة، وتوفي في 11 أكتوبر 2001 بلوس أنجلوس في الولايات المتحدة بسبب سكتة.

## وصلات خارجية
- أوتيس يانج على موقع IMDb (الإنجليزية)
- أوتيس يانج على موقع قاعدة بيانات برودواي على الإنترنت (الإنجليزية)
- أوتيس يانج على موقع قاعدة بيانات الأفلام السويدية (السويدية)
- أوتيس يانج على موقع قاعدة بيانات الفيلم (الإنجليزية)